# Molíkovití
Molíkovití (Acrolepiidae) jsou čeleď motýlů řádu Lepidoptera. Housenky jsou dlouhé 10 až 12 mm a tečkované. Dospělí motýli mají rozpětí křídel 16 až 18 mm a jsou aktivní v noci.

## Druhy
Některé druhy:
- Acrolepia aiea, Swezey 1933
- Acrolepia alliella, Sato 1979
- Acrolepia autumnitella, Curtis 1838
- Acrolepia nothocestri, Busck 1914
- Acrolepiopsis assectella, Zeller, 1839
- Acrolepiopsis betulella, Curtis 1838
- Acrolepiopsis incertella, Chambers 1872
- Acrolepiopsis marcidella, Curtis 1850
- Acrolepiopsis sapporensis, Matsumura 1931
- Acrolepiopsis tauricella, Staudinger 1870
- Acrolepiopsis vesperella, Zeller 1850
- Digitivalva arnicella, Heyden 1863
- Digitivalva eglanteriella, Mann 1855
- Digitivalva granitella, Treitschke 1833
- Digitivalva occidentella, Klimesch 1956
- Digitivalva pulicariae, Klimesch 1956
- Digitivalva reticulella, Hübner 1796